# Necrópolis de San Pedro (Alguer)

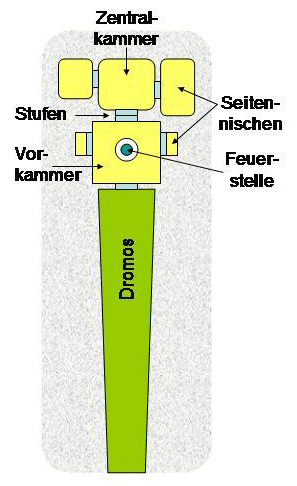
Representación de la «tumba I» de Santu Pedru

La necrópolis de San Pedro (en alguerés: Santu Pedrús) es un yacimiento arqueológico prenurag, situado en el municipio de Alguer en la isla de Cerdeña (Italia), identificable en el camino de Uri, en la colina del mismo nombre. 

## Descripción
La primera tumba se descubrió por Ercole Contu en 1959, posteriormente se han realizado varias excavaciones más, entre las que se encuentran las efectuadas por los arqueólogos Alberto Moravetti entre 1989 y 1994, y las de Paolo Melis entre 2004 y 2005. Los hallazgos pertenecen a un período entre el Neolítico medio (Cultura Ozieri), que se desarrolló en toda Cerdeña durante un periodo de tiempo que va desde 3200 a. C. a 2800 a. C., hasta la primera Edad de Bronce (cultura de Bonnaro) cultura que también se desarrolló en Cerdeña, en el segundo milenio antes de Cristo (1800-1600 a. C.).
El yacimiento consta de una docena de tumbas, algunas de un tamaño monumental, se encuentran decoradas con elementos arquitectónicos de molduras, cornisas, una cabeza de buey, zócalos, dinteles y columnas o pilares, también se pueden apreciar restos de pinturas en gran parte en color rojo. En la época medieval se utilizó una de las tumbas situadas en la parte alta de la ladera, como[iglesia rupestre con dos altares dedicados, según la cultura popular, a san Pedro y santa Lucía.